# Théodemir de Cordoue
Théodemir de Cordoue, né au XIe siècle à Carmona, Séville, et mort le 25 juillet 851, est un moine bénédictin espagnol reconnu saint et martyr par l'Église catholique. Sa fête est le 25 juillet.

## Hagiographie
Théodomir est né à Carmona, bien que sa date de naissance ne soit pas connue. La source principale par laquelle nous savons quelque chose sur la vie de ce saint est le  Memorialis Sanctorum, publié par son contemporain saint Euloge de Cordoue,, qui cite Théodomir comme « un jeune moine ». À un certain moment de sa vie, il va à Cordoue, où il vit au monastère de saint Zoïle, comme moine bénédictin. Peu de temps après son arrivée, il est amené devant le cadi, qui le condamné à être battu, puis à être harponné, et finalement décapité. Ses restes sont  enterrés dans le même monastère de saint Zoïle où il a vécu.